# Tlacocugtla
Tlacocugtla är en ort i Mexiko.   Den ligger i kommunen Tlaola och delstaten Puebla, i den sydöstra delen av landet, 160 km nordost om huvudstaden Mexico City. Tlacocugtla ligger 1 395 meter över havet och antalet invånare är 111.
Terrängen runt Tlacocugtla är kuperad västerut, men österut är den bergig. Tlacocugtla ligger uppe på en höjd. Runt Tlacocugtla är det ganska tätbefolkat, med 86 invånare per kvadratkilometer. Närmaste större samhälle är Huauchinango, 19,9 km väster om Tlacocugtla. I omgivningarna runt Tlacocugtla växer i huvudsak städsegrön lövskog.